# Násedlovice
Násedlovice é uma comuna checa localizada na região de Morávia do Sul, distrito de Hodonín.